# Thymallus grubii
Thymallus grubii és una espècie de peix de la família dels salmònids i de l'ordre dels salmoniformes.

## Subespècies
- Thymallus grubii flavomaculatus (Knizhin, Antónov & Weiss, 2006)
- Thymallus grubii grubii (Dybowski, 1869)[2]